# Zeng Tiantian
Zeng Tiantian (en chino: 曾田甜; 17 de noviembre de 1999) es una deportista china que compite en halterofilia. Ganó una medalla de plata en el Campeonato Mundial de Halterofilia de 2022, en la categoría de 71 kg.

## Palmarés internacional
| Campeonato Mundial | Campeonato Mundial | Campeonato Mundial | Campeonato Mundial |
| Año                | Lugar              | Medalla            | Categoría          |
| ------------------ | ------------------ | ------------------ | ------------------ |
| 2022               | Bogotá (Colombia)  | Medalla de plata   | 71 kg              |